# HD 168323
HD 168323，又名BD+23 3299，SAO 85906、HR 6854，是一颗恒星，视星等为6.63，位于銀經50.71，銀緯17.38，其B1900.0坐标为赤經18h 13m 57.6s，赤緯+23° 17.38′ 30″。